# 齿裂西山委陵菜
齿裂西山委陵菜（学名：Potentilla sischanensis var. peterae）为蔷薇科委陵菜属下的一个变种。

## 扩展阅读
- 維基物種上的相關：齿裂西山委陵菜